# Marilyn Crispell

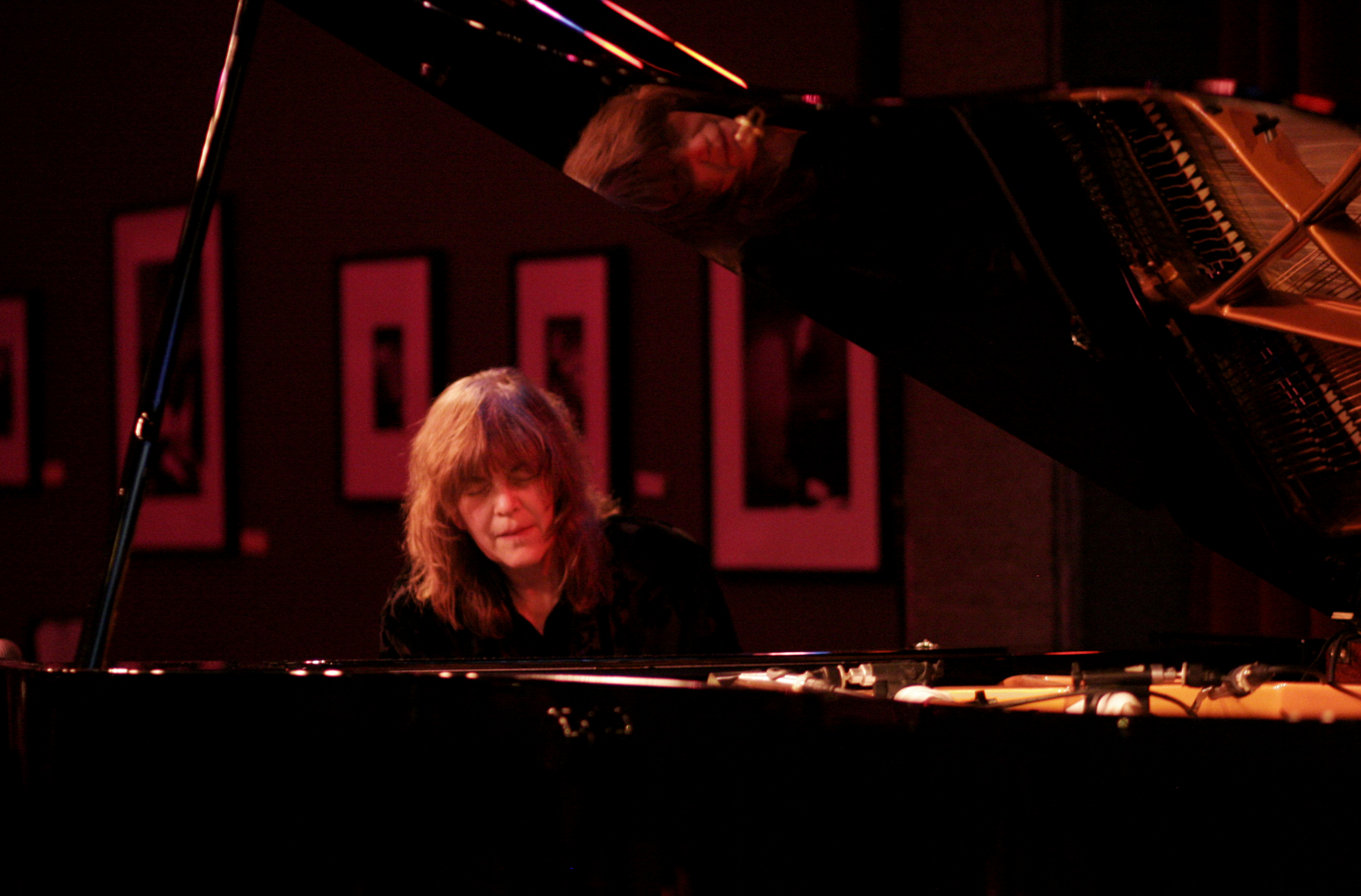
Marilyn Crispell, 2008

Marilyn Crispell nació el 30 de marzo de 1947 en Filadelfia, Pensilvania, EUA. Es una pianista y compositora de jazz estadounidense. Marilyn Crispell se graduó en el New England Conservatory of Music, donde estudió piano y composición. Descubrió el jazz a través de la música de John Coltrane y Cecil Taylor y otros músicos y compositores contemporáneos. Durante diez años fue miembro del Quarteto de Anthony Braxton. También ha actuado con Reggie Workman Ensemble, Barry Guy New Orchestra, London Jazz Composers Orchestra, Henry Grimes Trio, Quartet Noir (con Urs Leimgruber, Fritz Hauser y Joelle Leandre), Anders Jormin's Bortom Quintet, etcétera.
Crispell ha desarrollado una labor pedagógica a través de talleres en universidades y centros de arte en EUA, Europa, Canadá, Australia y Nueva Zelanda. Además, ha colaborado con video-artistas, directores de cine, bailarines y poetas.

## Trayectoria

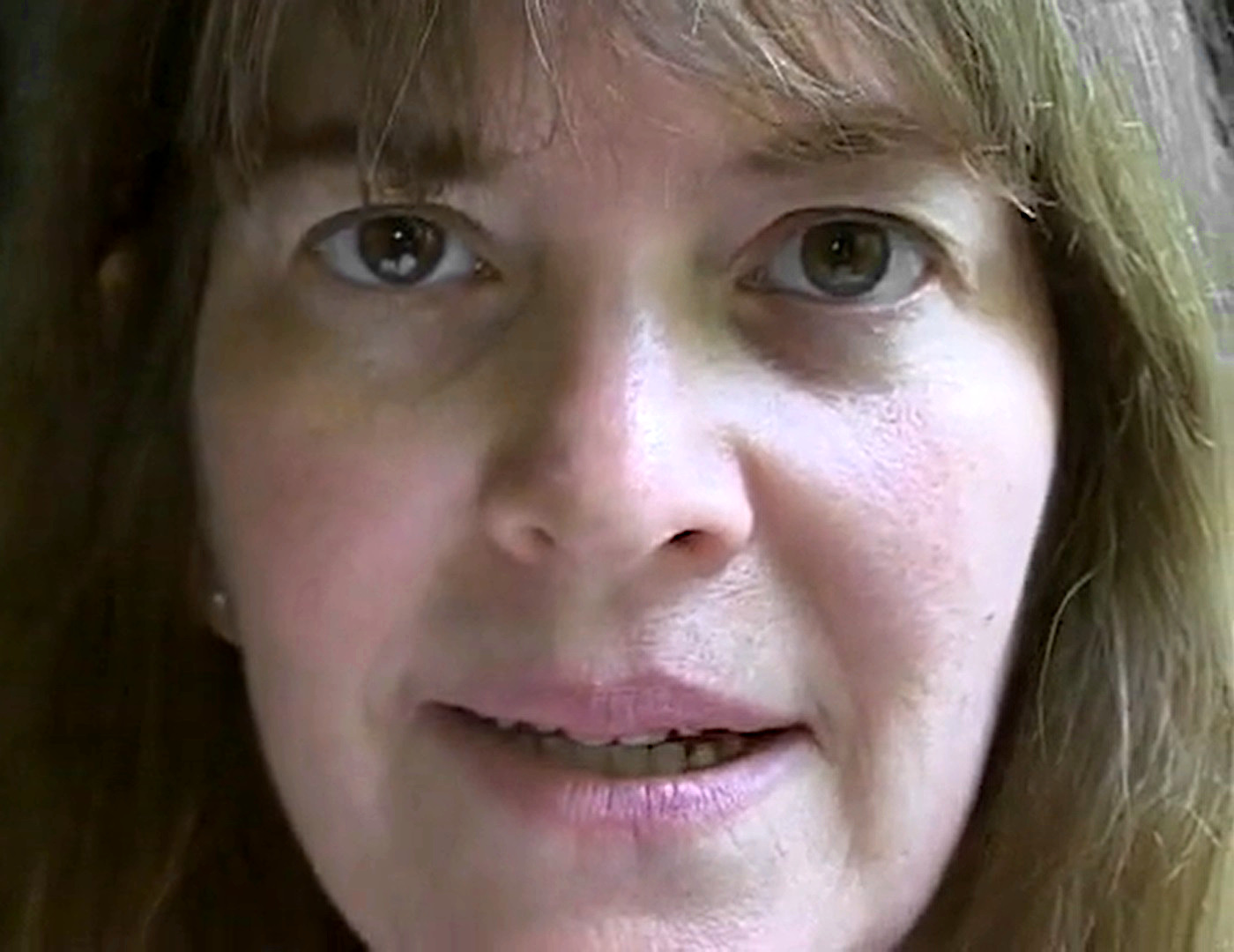
Marilyn Crispell, circa 2003

Crispell nació en Filadelfia y, a la edad de diez años, se mudó a Baltimore, donde asistió a Western High School. Estudió piano clásico en el Conservatorio Peabody a partir de los siete años, y también comenzó a improvisar a una edad temprana, gracias a un maestro que requería que todos sus estudiantes improvisaran independientemente de su nivel de habilidad. Más tarde asistió al Conservatorio de Música de Nueva Inglaterra, donde estudió piano y composición, y se graduó en 1968. Crispell no se interesó por el jazz hasta 1975, cuando, mientras vivía en Cape Cod, donde escuchó A Love Supreme de John Coltrane por primera vez. Ella recuerda al respecto: "Su calidad emocional y espiritual me dominó ... Puedo decir honestamente que es posiblemente la experiencia más abrumadora que he tenido en mi vida. Esa noche escuchar A Love Supreme una y otra y otra vez cambió mi vida por completo".
Crispell regresó a Boston, donde estudió jazz en privado con Charlie Banacos durante dos años. Según Crispell, "tuve que empezar desde cero. Tuve que hacer todo en doce tonos. Tuve que escribir siete solos en cada tono de cada pieza. Tuve que escuchar toneladas de cosas y transcribirlas para poder escuchar y entender lo que estaba sucediendo, ya sabes, dentro de los confines de estos tempos y cambios de acordes. ¿Cómo usaba la gente los acordes y las notas y los acordes y las escalas?"
Mientras estaba en Boston, conoció al gran saxofonista Charlie Mariano, quien le sugirió que considerara asistir a sesiones en el Creative Music Studio en Woodstock, NY, fundado por Karl Berger, Ingrid Sertso y Ornette Coleman. En 1977, visitó el estudio durante un verano y entró en contacto con músicos como Cecil Taylor, Don Cherry, Roscoe Mitchell, Wadada Leo Smith, Anthony Davis y Oliver Lake. Con respecto a su primer encuentro con Taylor, recordó: "Recuerdo el día en que conocí a Cecil Taylor ... estaba jugando al billar y había un piano detrás de la sala de billar. Así que me senté al piano y le di un concierto improvisado, con la esperanza de que me escuchara. Cuando terminé, me besó la mano y dijo: "¡Esta señora puede tocar!" Todavía me siento halagada de escuchar mi nombre mencionado al mismo tiempo". (Durante este tiempo, la gente frecuentemente se refería a ella como" la mujer Cecil Taylor "debido a su enfoque apasionado del piano y su tendencia a tocar". muchas notas, todo el tiempo. Continuamente, sin mucho descanso". Con respecto a su tiempo en el Creative Music Studio, afirmó: "Fue y es un lugar único en el mundo por el tipo de música que hacemos ... Si hubiera tenido lugar en la ciudad de Nueva York, no creo que la sensación hubiera sido la misma. Aquí estabas viviendo, comiendo y pasando el rato con los artistas guías de este país en un motel. La gente pasaba toda la noche haciendo fogatas y tocando afuera en el césped con músicos de todo el mundo. Fue una experiencia humana muy importante y conocí a muchas de las personas con las que terminé tocando". Al finalizar la temporada, Crispell se mudó rápidamente a Woodstock y ha residido allí desde entonces.
Mientras estaba en el Creative Music Studio, Crispell también conoció a Anthony Braxton, quien la invitó a incorporarse a su grupo. Ella recuerda al respecto: “En nuestro primer concierto, Anthony me puso una cerveza en la mano y me dijo: 'Relájate, no toques tantas notas'. Tocaba como mil notas por minuto, y él fue la primera persona que me hizo pensar en el espacio, la respiración y el fraseo, en lugar de un aluvión constante". Pronto fue invitada a unirse a la Orquesta de Música Creativa de Braxton y su cuarteto, del cual fue miembro de 1983 a 1995, y que también contó con el bajista Mark Dresser y el baterista Gerry Hemingway. Durante este tiempo, hizo aproximadamente una docena de grabaciones con Braxton y también comenzó a publicar grabaciones con su propio nombre. Con respecto a su permanencia en el grupo, afirmó: "[Era] como una familia. Tocar con Anthony realmente me enseñó mucho sobre las pausas, el silencio y la respiración, y el uso de la composición en la improvisación ... Solo estar dentro de sus composiciones me enseñó mucho sobre composición ... Lo que realmente me impresionó es que estaba componiendo de una manera muy similar a los músicos clásicos contemporáneos pero con mucha más libertad, permitiendo la interpretación”.
Durante el final de los años 70 y los 80, también trabajó y grabó con Reggie Workman, Roscoe Mitchell, Wadada Leo Smith, la Barry Guy New Orchestra, el Henry Grimes Trio, el European Quartet Noir (con Urs Leimgruber, Fritz Hauser y Joëlle Léandre) y Babatunde Olatunji. En 1981 actuó en el Woodstock Jazz Festival, creado en celebración del décimo aniversario del Creative Music Studio.
A principios de la década de 1990, su estilo comenzó a evolucionar aún más cuando visitó Estocolmo, donde escuchó a un grupo sueco que incluía al bajista Anders Jormin. Ella recuerda al respecto: "Simplemente me tocó un nervio ... abrió la puerta a las cosas líricas que me hubiera gustado hacer y que no estaba haciendo". "Algo de este tipo de belleza y sonido nórdico y su ternura abrió algo en mí que realmente había mantenido oculto porque estaba tratando de ser realmente fuerte todo el tiempo. Incluso cuando tocaba cosas románticas las tocaba con mucha energía. Así que de repente este otro sonido entró en mi conciencia y resonó con algo en mí que no había permitido que se expresara". Pronto actuó y grabó con Jormin y su Bortom Quintet. En 1996, grabó Nothing Ever Was, Anyway: Music of Annette Peacock con Gary Peacock, Paul Motian y Annette Peacock, su primer álbum para ECM. Con respecto a sus grabaciones de ECM, afirmó: "Muchas de las cosas que he estado haciendo con ECM tienen más que ver con una intensidad interna que con una externa. Siento que hay una conexión entre los dos estados - energía salvaje e introversión extrema - dos caras de la misma moneda. Hago las dos cosas y siento que hay una conexión orgánica entre ellas, una integración entre ellas. Con las grabaciones de ECM, me gusta la idea de tocar las cosas tan lentamente que casi te quedas suspendido en el tiempo".
Crispell ha seguido actuando y grabando extensamente como solista y líder de sus propios grupos, así como con el Evan Parker Trio, un trío de mujeres liderado por la danesa Lotte Anker, Tisziji Munoz, Ivo Perelman, Scott Fields, The Copenhagen Art. Ensemble, el Trio Tapestry con el saxofonista Joe Lovano y la bajista Carmen Castaldi, el Trio 3 (Reggie Workman, Oliver Lake, Andrew Cyrille), el Dave Douglas Trio, Tyshawn Sorey y muchos otros músicos. 
Ha impartido talleres de improvisación y dado conferencias/demostraciones en todo el mundo y ha colaborado con poetas, bailarines, cineastas y videógrafos. Ha recibido una beca Guggenheim en composición musical (2005-2006), una comisión de composición del Mary Flagler Cary Charitable Trust (1988-1989) y tres becas de la Fundación para las Artes de Nueva York (1988-1989, 1994-1995 y 2006-2007). En 1996, Crispell fue galardonada con un Premio al Alumno Destacado por el Conservatorio de Nueva Inglaterra, y en 2004, fue nombrada como uno de sus 100 alumnos más destacados de los últimos 100 años. Es autora del DVD instructivo "Guía de un pianista para la improvisación libre: claves para desbloquear tu creatividad" (2002, video casero).
En 2000, Crispell apareció en la película francesa Women in Jazz de Gilles Corre. En 2005–2006, actuó y grabó con la Orquesta NOW en Vancouver, y fue codirectora del Instituto de Música Creativa de Vancouver y miembro de la facultad en el Taller Internacional de Jazz del Banff Centre. También creó y dirigió una producción multimedia titulada Cy Twombly Dreamhouse, con coreografía de Savia Berger. En 2017, colaboró con Jo Ganter, artista visual, y Raymond MacDonald, saxofonista, ambos de Escocia, en Drawing Sound, una exposición de partituras gráficas en la Kleinert/James Gallery, en Woodstock, NY.

## Interpretaciones de música contemporánea
Crispell también ha grabado música con destacados músicos contemporáneos como John Cage, Pauline Oliveros, Robert Cogan, Pozzi Escot, Manfred Niehaus o Anthony Davis, (incluida su ópera X, The Life and Times of Malcolm X con la New York City Opera). 

## Discografía

### Como líder
Discografía parcial.
- 1997: Nothing ever was, anyway (hommage aan Annette Peacock)
- 1998: Duo
- 1998: Circles
- 1998: Labyrinth
- 1998: Gryffgryffgryffs; concert in Zweden
- 1998: Live in Berlin, opnamen uit 1992
- 2000: Live in Zurich
- 2000; After Appleby]
- 2000; Santuero
- 2000: For Coltrane
- 2000: Stella Pulsations
- 2000; Gaia
- 2001: Red
- 2001: Natives and aliens (met Evan Parker)
- 2001: Amaryllis
- 2001: Blue
- 2004: Storyteller
- 2005: Pola met Barry Guy
- 2006: trio met Reggie Workman
- 2008: Vignettes

### Como acompañante
Con Lotte Anker y Marilyn Mazur
- Poetic Justice (Dacapo, 2001)

Con Anthony Braxton
- Composition 98 (hatART, 1981)
- Six Compositions (Quartet) 1984 (Black Saint, 1985)
- Quartet (London) 1985 (Leo, 1985 [1988])
- Prag 1984 (Quartet Performance) (Sound Aspects, 1984 [1990])
- Quartet (Birmingham) 1985 (Leo, 1985 [1991])
- Willisau (Quartet) 1991 (hatART, 1991)
- Quartet (Coventry) 1985 (Leo, 1985 [1993])
- (Victoriaville) 1992 (Victo, 1993)
- Twelve Compositions: Recorded Live in July 1993 at Yoshi's in Oakland California (Music & Arts, 1994)
- Creative Orchestra (Köln) 1978 (hatART, 1978 [1995])
- Quartet (Santa Cruz) 1993 (hatART, 1993 [1997])
- The Coventry Concert (Bootleg / Unauthorized, 2006)
- Orchestra (Paris) 1978 (Bootleg / Unauthorized, 2011)
- Quartet (New York) 1993 - Set 1 (Bootleg / Unauthorized, 2011)
- Quartet (New York) 1993 - Set 2 (Bootleg / Unauthorized, 2011)
- The Complete Remastered Recordings on Black Saint & Soul Note (C.A.M. Jazz, 2011)
- Quartet (Karlsruhe) 1983 (live, archival) (New Braxton House, 2012)
- Quartet (Mulhouse) 1983 (live, archival) (New Braxton House, 2012)
- CMS Archive Selections, Volume 2 (Planet Arts, 2015)

Con Andrea Centazzo
- Stolen Moment (Ictus, 2020)

Con Agustí Fernández
- River Tiger Fire  (Fundacja Słuchaj!, 2015)

Con Scott Fields
- 48 Motives, January 11, 1996 (Cadence, 1996)
- Five Frozen Eggs (Music & Arts, 1997)
- Stephen Dembski – Sonotropism (Music & Arts, 1997)

Con John Geggie y Nick Fraser
- Geggie Project (Ambiances Magnétiques, 2008)

Con The Glasgow Improvisers Orchestra y Evan Parker
- Parallel Moments Unbroken  (FMR, 2018)

Con Barry Guy
- Blue Horizon. Barry Guy@70 [Live At The Ad Libitum Festival 2017] (Fundacja Słuchaj!, 2018)

Con Barry Guy London Jazz Composer's Orchestra
- Three Pieces for Orchestra (Intakt, 1997)
- Double Trouble Two (Intakt, 1998)

Con Barry Guy New Orchestra
- Inscape—Tableaux (Intakt, 2001)

Con Guy-Gustafsson-Strid Trio
- Gryffgryffgryffs: The 1996 Radio Sweden Concert [live] (Music & Arts, 1997)

Con Barry Guy and Paul Lytton
- Odyssey (Intakt, 2001)
- Ithaca (Intakt, 2004)
- Phases of the Night (Intakt, 2008)
- Deep Memory (Intakt, 2016)

Con Francois Houle
- Any Terrain Tumultuous (Red Toucan, 1995)

Con Anders Jormin
- In Winds, In Light (ECM, 2004)

Con Henry Kaiser
- Eternity Blue (Shanachie, 1995)

Con Steve Lacy
- Five Facings (FMP, 1996)

Con Joelle Leandre
- Joelle Léandre Project (Leo, 2000)
- Stone Quartet: Live at Vision Festival (Ayler, 2011)

Con Urs Liemgruber, Joelle Leandre and Fritz Hauser
- Quartet Noir (Victo, 1999)
- Quartet Noir Lugano (Victo, 2005)

Con Joe Lovano
- Trio Tapestry (ECM, 2019)
- Garden of Expression (ECM, 2021)

Con Raymond MacDonald
- Parallel Moments  (Babel, 2014)
- Songs Along The Way (Babel, 2018)

Con Raymond MacDonald and Pierre Alexandre Tremblay
- Two Duos : Three Trios (Bruce's Fingers, 2016)

Con The Roscoe Mitchell Creative Orchestra
- Sketches From Bamboo (Moers, 1979)

Con Michael Moore and Gerry Hemingway
- MGM Trio (Ramboy, 1996)

Con Tisziji Munoz
- Auspicious Healing! (Anami, 2000)
- Breaking the Wheel of Life and Death (Anami, 2000)
- Heart to Heart (Anami, 2013)
- Beautiful Empty Fullness (Anami, 2014)
- The Paradox of Independence (Anami, 2014)

Con NOW Orchestra
- Pola (Victo, 2005)

Con Larry Ochs
- The Secret Magritte (Black Saint, 1996)

Con Parker-Guy-Lytton Trio
- Natives and Aliens (Leo, 1997)
- After Appleby (Leo, 2000)

Con Ivo Perelman
- En Adir (Music & Arts, 1997)
- Sound Hierarchy (Music & Arts, 1997)

Con Nelly Pouget
- Le Voir (Minuit 5 Regards, 1998)

Con Michele Rabbia y Vincent Courtois
- Shifting Grace (CAM Jazz, 2006)

Con Gunhild Seim y David Rothenberg
- Grenseland (Drollehala, 2018)

Con Gunhild Seim & Time Jungle
- Elephant Wings (Drollehala, 2012)

Con Wadada Leo Smith
- Budding of a Rose (Moers, 1979)

Con Tyshawn Sorey
- The Adornment of Time (Pi Recordings, 2019)

Con Reggie Workman
- Synthesis (Leo, 1986)
- Images (Music & Arts, 1990)
- Altered Spaces (Leo, 1993)

Con Bobby Zankel
- Human Flowers (CIMP, 1996)

Obras de John Cage
- Works for Piano, Toy Piano & Prepared Piano, Vol. III (Wergo, 1991)

Obras de Robert Cogan, Pozzi Escot y Manfred Niehaus
- Stellar Pulsations (Leo, 1994)